# 올레크 이바노프
올레크 알렉산드로비치 이바노프(러시아어: Олег Александрович Иванов, Oleg Aleksandrovich Ivanov, 1986년 8월 4일 ~ )는 FC 루빈 카잔에서 미드필더로 활약하고 있는 러시아의 축구 선수이다.

## 국가대표 경력
그는 파벨 포그레브냐크가 부상으로 UEFA 유로 2008 엔트리에서 제외되자 대체선수로 선발되었다. 그러나 그는 대회에 출전하지는 못했고, 러시아 축구 국가대표팀의 데뷔전을 치르기까지 상당히 오랜 시간이 걸렸다. 결국 그는 2015년 6월 7일에서야 벨라루스 축구 국가대표팀을 상대로 국가대표 첫 데뷔전을 치렀다.